# Apocryptus aurantius
Apocryptus aurantius là một loài tò vò trong họ Ichneumonidae.